# Santuari de la Mare de Déu dels Torrents
|  | Aquest article tracta sobre el santuari de la Mare de Déu dels Torrents d'Espunyola (Berguedà). Si cerqueu el santuari de la Mare de Déu dels Torrents de Vimbodí i Poblet (Conca de Barberà), vegeu «Mare de Déu dels Torrents». |

La Mare de Déu dels Torrents és un santuari al terme municipal de l'Espunyola (Berguedà) catalogat a l'Inventari del Patrimoni Arquitectònic de Catalunya.
Documentat ja al segle xiv, tot i que la devoció sembla fins i tot anterior. El primer edifici romànic fou substituït al segle xviii per l'actual barroc. Fou fins a la Guerra Civil Espanyola (1936 - 1939) un lloc de culte arrelat de la gent de l'Espunyola i els termes veïns. La talla romànica de la Mare de Déu dels Torrents es conserva a l'església veïna de Sant Martí de Correà.

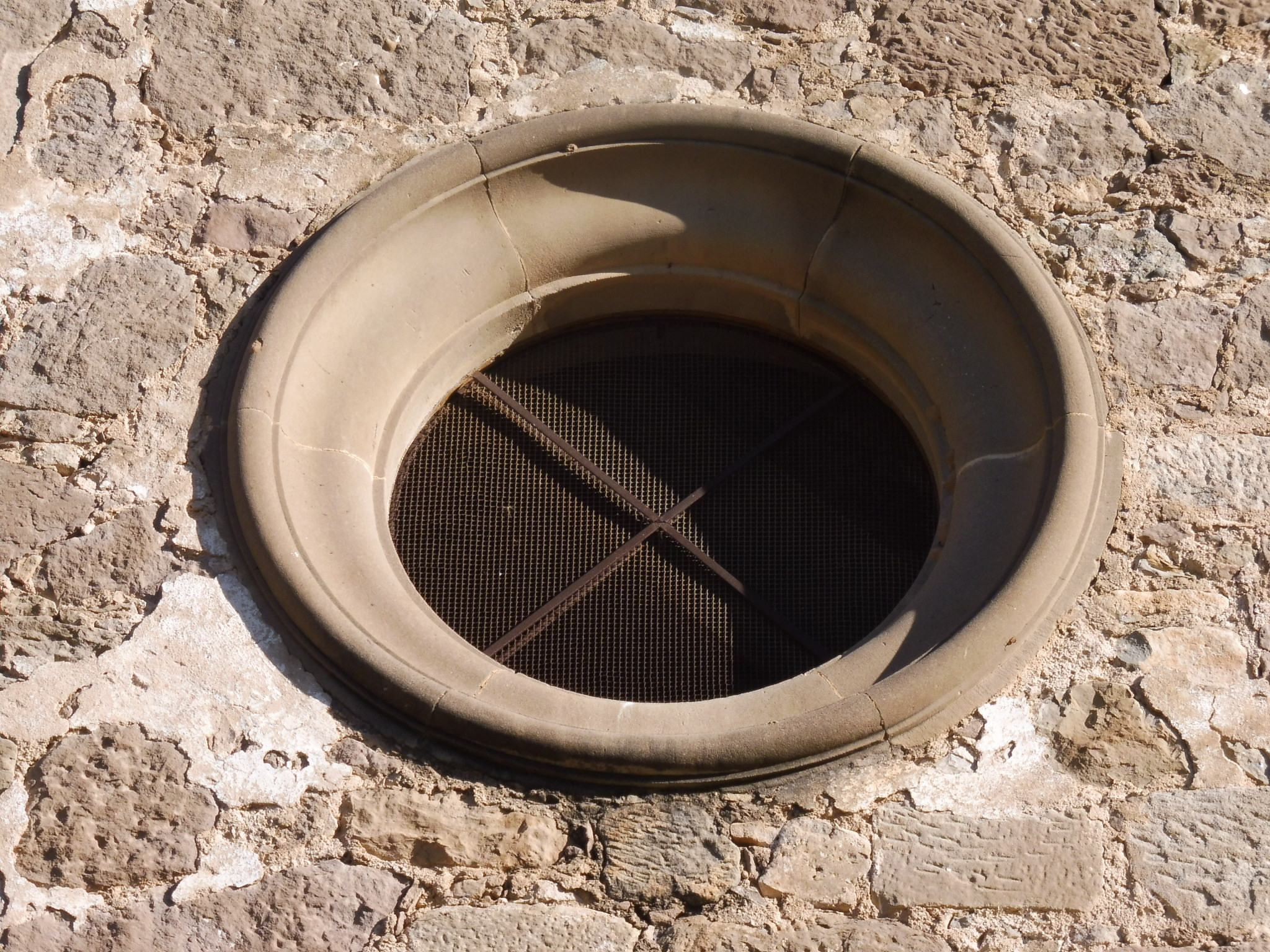
Ull de bou

Església de construcció barroca del segle xviii que reprodueix un model d'església força comú a la comarca. És de planta rectangular sense absis i amb una torre de planta quadrada als peus de l'església. La façana és força senzilla, només hi ha un òcul a mitjana alçada i la porta, una obertura allindada flanquejada amb pilastres amb motllures que dibuixen un frontó de perfil el·líptic amb una M inscrita al centre. El parament és de pedra irregular unida amb morter i la coberta, a dues aigües amb teula àrab.